# Beautiful Deception
Beautiful Deception: Kill or Be Killed, también llamado simplemente Beautiful Deception es el primer libro de la serie Hermoso libro engaño, escrita por el autor estadounidense Ladell Parks en 2016.

## Argumento
Beautiful Deception sigue Kiara Rodríguez un adolescente de 19 años adicto a las drogas que está en busca de su hermana mayor, que vaya a faltar una mañana.
Además de eso Kiara tiene sus propios problemas para cuidar con bravucón llamado Allie.

## Recepción
Beautiful Deception se les ha dado 5 de 5 estrellas por la crítica. Algunos también dieron críticas sobre el libro. A pesar de este libro se ha dicho que se han vendido más de 400 copias su primera semana. ladell mismo no han hablado sobre el mismo de confirmar los rumores de que en realidad es verdadera o falsa.

## Secuela
Hasta el momento no ha sido oficialmente confirmado por Ladell Parks pero los aficionados creo que haya solo leer el último capítulo es un indicio de que su pesada habrá un segundo libro que viene.